# Фэйгоу
Фэйгоу (кит. упр. 飞钩, пиньинь fēi gōu, буквально: «летающие крюки»), фэйчжуа (кит. упр. 飞爪, пиньинь fēi zhuǎ, буквально: «летающие когти») — китайское гибко-суставчатое оружие. Представляло собой верёвку, к которой крепилась боевая часть в виде крюков. Появилось в период Суй (конец VI — начало VII века), наибольшего распространения достигло в период Сун (X—XIII века), однако при этом оставалось редким типом оружия.
Боевая часть фэйгоу, по форме схожая с абордажной «кошкой», в длину немного превышала 10 см. В некоторых случаях она к ней крепилась цепь небольшой длины, к которой, в свою очередь, привязывалась верёвка. Схожим с фэйгоу была японская кагинава. Подобное оружие могло применяться в качестве инструмента, позволяющего преодолевать препятствия.
Боевая часть фэйчжуа была выполнена в виде лапы с подвижными когтями, загнутыми внутрь, и по размеру немного превосходила человеческую голову. Зацепившиеся за атакуемый объект когти сжимались при увеличении силы натяжения верёвки. Длина верёвки в некоторых случаях могла достигать 10 м.
Существовали и другие разновидности подобного оружия. «Крюк драконьих усов» (кит. упр. 龙须钩, пиньинь lóng xū gōu, палл. лунсюйгоу), возникший в период Сун, отличался U-образной боевой частью, снабжённой множеством маленьких шипов. Близким было оружие чжа, к разновидностям которого относились мэй чжа (кит. трад. 梅咤, пиньинь méi zhà, буквально: «когти цветка сливы») и лун чжа (кит. трад. 龙咤, пиньинь lóng zhà, буквально: «когти дракона»). Оно снабжалось шипами, направленными из центра в разные стороны, так что боевая часть чжа имела сходство с плоской звездой.